# Coupe de France 1992/93
Het seizoen 1992/93 was het 76e seizoen van de Coupe de France in het voetbal. Het toernooi werd georganiseerd door de Franse voetbalbond.
Dit seizoen namen er 6523 clubs deel (180 meer dan de recorddeelname uit het vorige seizoen). De competitie ging in de zomer van 1992 van start en eindigde op 12 juni 1993 met de finale in het Parc des Princes in Parijs. De finale werd gespeeld tussen Paris Saint-Germain (voor de vierde keer finalist) en FC Nantes (voor de zesde keer finalist). Paris Saint-Germain veroverde voor de derde keer de beker door FC Nantes met 3-0 te verslaan.
Als bekerwinnaar vertegenwoordigde Paris Saint-Germain Frankrijk in de Europacup II 1993/94.

## Uitslagen

### 1/32 finale
De 20 clubs van de Division 1 kwamen in deze ronde voor het eerst in actie. Dit seizoen bereikte één club uit de Franse overzeese gebieden de laatste 64, uit Martinique bereikte Club Franciscain voor de tweede keer deze fase. De wedstrijden werden op 5,6 en 7 maart gespeeld.
 * = thuis, ** Monaco-Poitiers in Niort; Lens-Savigny in Viry-Châtillon; Guingamp-Pontivy in Saint-Brieuc; Niort-Club Franciscain in Tours; Cannes-Beaumont in Clermont-Ferrand.
| Winnaar               | Uitslag      | Verliezer                |
| --------------------- | ------------ | ------------------------ |
| Paris Saint-Germain   | 1-0 nv       | RC Strasbourg *          |
| FC Nantes             | 4-2          | FC Bourg-Péronnas        |
| Stade Laval           | 3-1          | US Gravelines *          |
| AS Saint-Étienne      | 3-1          | AS Évry *                |
| Girondins Bordeaux *  | 1-0          | OGC Nice                 |
| Montpellier HSC *     | 3-1          | La Roche Vendée Football |
| Toulouse FC *         | 1-0          | AJ Auxerre               |
| Olympique Marseille * | 3-1          | FC Martigues             |
| AS Monaco             | 6-2          | Stade Poitiers **        |
| Gazélec FCO Ajaccio   | 3-1          | USL Dunkerque *          |
| Stade Rennes          | 1-0          | AS Cherbourg Football *  |
| Pau FC *              | 4-0          | FA l’Île Rousse          |
| FC Mulhouse *         | 0-0 ns (5-3) | CS Sedan                 |
| SO Châtellerault      | 0-0 ns (4-3) | FC Lorient *             |
| RC Lens               | 3-1          | CO Savigny **            |
| SM Caen *             | 1-0          | Sporting Toulon Var      |

| Winnaar                 | Uitslag      | Verliezer                        |
| ----------------------- | ------------ | -------------------------------- |
| FC Annecy *             | 4-2          | ES Vitrolles                     |
| Stade Rodez             | 1-0          | Olympique Alès en Cévennes *     |
| EA Guingamp             | 1-0          | Garde Saint-Ivy Pontivy **       |
| SAS Épinal *            | 2-0          | ES Viry-Châtillon                |
| US Valenciennes-Anzin * | 2-0          | RC Ancenis                       |
| US Créteil *            | 2-1          | Olympique Nîmes                  |
| Le Havre AC *           | 3-0          | AC Le Touquet *                  |
| FC Rouen *              | 1-0          | Lille OSC                        |
| Chamois Niort FC        | 3-1 nv       | Club Franciscain (Martinique) ** |
| FC Sochaux *            | 4-1          | SCO Angers                       |
| Le Mans UC              | 3-1          | US Chantilly *                   |
| AS Cannes               | 2-0          | FC Beaumont **                   |
| US Forbach *            | 1-0          | AS Nancy                         |
| US Grand Boulogne *     | 3-0          | FC Yutz                          |
| FC Gueugnon *           | 1-1 ns (3-1) | FC Metz                          |
| FC Point-Saint-Esprit * | 1-0          | Olympique Lyon                   |

### 1/16 finale
De wedstrijden werden op 29 en 30 maart gespeeld.
 * = thuis 
| Winnaar              | Uitslag      | Verliezer             |
| -------------------- | ------------ | --------------------- |
| Paris Saint-Germain  | 1-0          | FC Annecy *           |
| FC Nantes *          | 9-1          | Stade Rodez           |
| Stade Laval *        | 4-0          | EA Guingamp           |
| AS Saint-Étienne *   | 1-1 ns (6-5) | SA Épinal             |
| Girondins Bordeaux * | 2-1          | US Valenciennes-Anzin |
| Montpellier HSC      | 1-0          | US Créteil *          |
| Toulouse FC          | 0-0 ns (4-3) | Le Havre AC *         |
| Olympique Marseille  | 1-0          | FC Rouen *            |

| Winnaar               | Uitslag      | Verliezer               |
| --------------------- | ------------ | ----------------------- |
| AS Monaco             | 0-0 ns (4-2) | Chamois Niort FC *      |
| Gazélec FCO Ajaccio * | 1-1 ns (4-2) | FC Sochaux              |
| Stade Rennes *        | 2-1          | Le Mans UC              |
| Pau FC *              | 0-0 ns (7-6) | AS Cannes               |
| FC Mulhouse           | 3-0          | US Forbach *            |
| SO Châtellerault      | 4-0          | US Grand Boulogne *     |
| RC Lens               | 0-0 ns (4-2) | FC Gueugnon *           |
| SM Caen               | 2-0          | FC Point-Saint-Esprit * |

### 1/8 finale
De wedstrijden werden op 4 en 5 mei gespeeld.
 * = thuis 
| Winnaar             | Uitslag | Verliezer           |
| ------------------- | ------- | ------------------- |
| Paris Saint-Germain | 1-0     | AS Monaco *         |
| FC Nantes *         | 1-0     | Gazélec FCO Ajaccio |
| Stade Laval *       | 1-0     | Stade Rennes        |
| AS Saint-Étienne *  | 2-0 nv  | Pau FC              |

| Winnaar              | Uitslag | Verliezer        |
| -------------------- | ------- | ---------------- |
| Girondins Bordeaux * | 2-0     | FC Mulhouse      |
| Montpellier HSC *    | 1-0     | SO Châtellerault |
| Toulouse FC *        | 2-0     | RC Lens          |
| Olympique Marseille  | 2-1     | SM Caen *        |

### Kwartfinale
De wedstrijden werden op 11, 18 en 19 mei gespeeld.
 * = thuis
| Winnaar               | Uitslag      | Verliezer           |
| --------------------- | ------------ | ------------------- |
| Paris Saint-Germain * | 2-0          | Girondins Bordeaux  |
| FC Nantes             | 1-1 ns (5-4) | Montpellier HSC *   |
| Stade Laval           | 1-0          | Toulouse FC *       |
| AS Saint-Étienne *    | 2-1 nv       | Olympique Marseille |

### Halve finale
De wedstrijden 6 juni gespeeld.
 * = thuis 
| Winnaar               | Uitslag | Verliezer          |
| --------------------- | ------- | ------------------ |
| Paris Saint-Germain * | 1-0     | Stade Laval        |
| FC Nantes             | 1-0     | AS Saint-Étienne * |

### Finale
|              |                                                               |       |           |                                                                           |
| 12 juni 1993 | Paris Saint-Germain                                           | 3 – 0 | FC Nantes | Parc des Princes, Parijs Toeschouwers: 48.789 Scheidsrechter: Rémi Harrel |
| 12 juni 1993 | Antoine Kombouaré 49' (pen.) David Ginola 55' Alain Roche 55' |       |           | Parc des Princes, Parijs Toeschouwers: 48.789 Scheidsrechter: Rémi Harrel |

1917/18 · 1918/19 · 1919/20 · 1920/21 · 1921/22 · 1922/23 · 1923/24 · 1924/25 · 1925/26 · 1926/27 · 1927/28 · 1928/29 · 1929/30 · 1930/31 · 1931/32 · 1932/33 · 1933/34 · 1934/35 · 1935/36 · 1936/37 · 1937/38 · 1938/39 · 1939/40 · 1940/41 · 1941/42 · 1942/43 · 1943/44 · 1944/45 · 1945/46 · 1946/47 · 1947/48 · 1948/49 · 1949/50 · 1950/51 · 1951/52 · 1952/53 · 1953/54 · 1954/55 · 1955/56 · 1956/57 · 1957/58 · 1958/59 · 1959/60 · 1960/61 · 1961/62 · 1962/63 · 1963/64 · 1964/65 · 1965/66 · 1966/67 · 1967/68 · 1968/69 · 1969/70 · 1970/71 · 1971/72 · 1972/73 · 1973/74 · 1974/75 · 1975/76 · 1976/77 · 1977/78 · 1978/79 · 1979/80 · 1980/81 · 1981/82 · 1982/83 · 1983/84 · 1984/85 · 1985/86 · 1986/87 · 1987/88 · 1988/89 · 1989/90 · 1990/91 · 1991/92 · 1992/93 · 1993/94 · 1994/95 · 1995/96 · 1996/97 · 1997/98 · 1998/99 · 1999/00 · 2000/01 · 2001/02 · 2002/03 · 2003/04 · 2004/05 · 2005/06 · 2006/07 · 2007/08 · 2008/09 · 2009/10 · 2010/11 · 2011/12 · 2012/13 · 2013/14 · 2014/15 · 2015/16 · 2016/17 · 2017/18 · 2018/19 · 2019/20 · 2020/21 · 
2021/22 · 2022/23 · 2023/24 · 2024/25 ·